# Pandaceae
Pandaceae Engl. & Gilg è una famiglia di piante angiosperme dell'ordine Malpighiales.

## Tassonomia
La famiglia comprende i seguenti generi:
- Galearia Zoll. & Moritzi (5 specie)
- Microdesmis Planch. (11 spp.)
- Panda Pierre (1 sp.)